# 姆斯季斯拉夫·伊贾斯拉维奇 (波洛茨克)
姆斯季斯拉夫·伊贾斯拉维奇 Мстислав Изяславич（?—1069年），古罗斯王公。他曾任诺夫哥罗德王公（1067年在位）和波洛茨克王公（1069年在位）。
姆斯季斯拉夫·伊贾斯拉维奇为基辅大公伊贾斯拉夫一世·雅罗斯拉维奇的长子。在诺夫哥罗德第一编年史的王公列表中提到他的名字，并且说“伊贾斯拉夫把他的儿子姆斯季斯拉夫安置到诺夫哥罗德”。姆斯季斯拉夫·伊贾斯拉维奇大概是在1067年统治过这个城市。而往年记事记载了他的如下活动：1069年，姆斯季斯拉夫·伊贾斯拉维奇从波兰返回罗斯，他立刻被父亲派去镇压基辅人反抗大公统治的起义。姆斯季斯拉夫用极其暴烈的手段镇压了叛乱，处死许多人，把另一些人弄瞎。在同年，他打败了波洛茨克王公弗谢斯拉夫·布里亚奇斯拉维奇，因而获得了那里的公位。然而他在此后不久就去世了。
| 前任： 伊贾斯拉夫一世              | 诺夫哥罗德王公 1067 | 繼任： 格列布·斯维亚托斯拉维奇 |
| 前任： 弗谢斯拉夫·布里亚奇斯拉维奇 | 波洛茨克王公 1069   | 繼任： 斯维亚托波尔克二世      |